# Herrensitz Unterwall

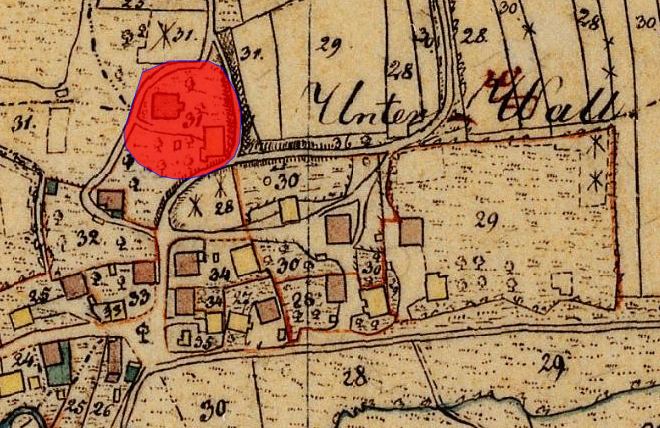
Lageplan des Herrensitzes Unterwall auf dem Urkataster von Bayern

Der abgegangene Herrensitz Unterwall befand sich in Unterwall, einem Gemeindeteil der oberpfälzischen Gemeinde Berg bei Neumarkt in der Oberpfalz im Landkreis Neumarkt in der Oberpfalz von Bayern. Er wird als Bodendenkmal unter der Aktennummer D-3-6634-0129 als „abgegangener spätmittelalterlicher Adelssitz“ geführt.

## Geschichte
Die Geschichte des Herrensitzes Unterwall wird bei der Geschichte des Ortes Unterwall dargestellt. Unterwall gehörte zum Hochgericht Haimburg, die Abgaben mussten an das Kastenamt Haimburg geleistet werden.

## Beschreibung
Der Sitz ist während des Landshuter Erbfolgekrieges zerstört worden. Von ihm ist obertägig nichts erhalten.